# Noidans-lès-Vesoul
Noidans-lès-Vesoul est une commune française située dans le département de la Haute-Saône, la région culturelle et historique de Franche-Comté et la région administrative Bourgogne-Franche-Comté. La ville fait partie du canton de Vesoul-Ouest, de l'agglomération de Vesoul et de l'aire urbaine de Vesoul.
Noidans-lès-Vesoul est notamment connue pour être le siège de la logistique du constructeur automobile Peugeot-Citroën avec l'usine PSA de Vesoul qui est implantée sur le territoire de la commune. Avec ses 3 000 salariés en 2015, c'est la plus grosse et la plus importante entreprise de la Haute-Saône, qui s'étend sur 121 hectares. C'est aussi le premier employeur privé du département.

## Géographie

### Localisation
Noidans-lès-Vesoul est une commune située dans l'est de la France, à 2 kilomètres du centre de Vesoul, 70 km à l'ouest de Belfort et 50 km au nord de Besançon. Le village est établi sur les coteaux surplombant la vallée du Durgeon, affluent de la Saône, à une altitude moyenne de 325 mètres. Son altitude minimale est de 215 mètres et son altitude maximale et de 434 mètres. L'altitude de la mairie de Noidans-lès-Vesoul est de 229 mètres.
Noidans se situe à 314 km de Paris, 484 km de Marseille, 229 km de Lyon, 576 km de Toulouse, 445 km de Nice, 583 km de Nantes, 162 km de Strasbourg, 479 km de Montpellier, 602 km de Bordeaux, 403 km de Lille, 584 km de Rennes, 240 km de Reims, 487 km du Havre, 277 km de Saint-Étienne et 500 km de Toulon. La plus grande ville la plus proche est Besançon à 42 km et la grande ville la plus éloignée est Brest à 794 km.

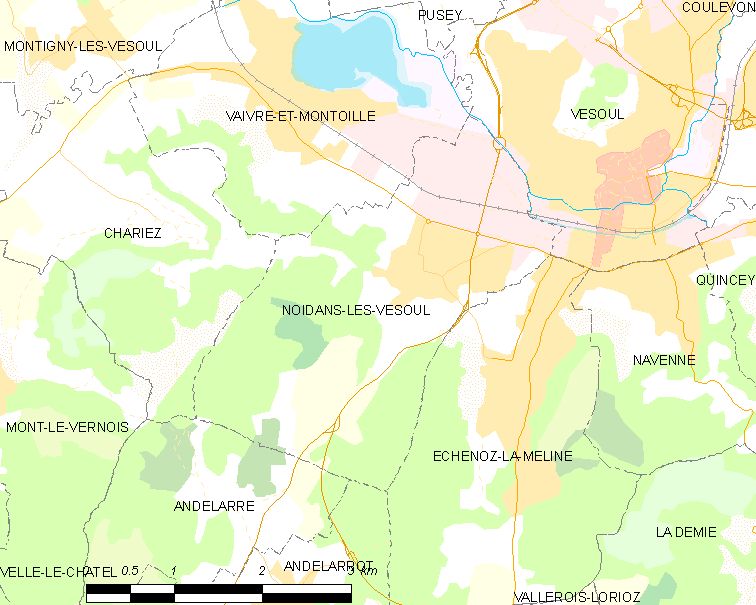
Situation de Noidans-lès-Vesoul.

### Communes limitrophes
La commune de Noidans-lès-Vesoul est limitrophe de 6 communes. Au nord-ouest, Noidans est bordée par Vaivre-et-Montoille, puis au nord-est, le Durgeon occupe la plus grande longueur de la limite avec Vesoul. Ensuite à l'est,on trouve la commune d'Échenoz-la-Méline. Plus au sud, sur les plateaux, Noidans partage les limites de son territoire avec Andelarrot et Andelarre. Pour finir à l'ouest, Noidans est limitrophe de Chariez sur le plateau séparant les deux communes.

### Géologie
Le territoire communal repose sur le gisement de schiste bitumineux de Haute-Saône daté du Toarcien.

### Hydrographie
Plusieurs cours d'eau et rivières traversent la ville tel le Durgeon et le ruisseau de la Fontaine au Diable.

### Climat
Pour des articles plus généraux, voir Climat de la Bourgogne-Franche-Comté et Climat de la Haute-Saône.
En 2010, le climat de la commune est de type climat de montagne, selon une étude du Centre national de la recherche scientifique s'appuyant sur une série de données couvrant la période 1971-2000. En 2020, Météo-France publie une typologie des climats de la France métropolitaine dans laquelle la commune est exposée à un climat semi-continental et est dans la région climatique  Lorraine, plateau de Langres, Morvan, caractérisée par un hiver rude (1,5 °C), des vents modérés et des brouillards fréquents en automne et hiver. 
Pour la période 1971-2000, la température annuelle moyenne est de 10,6 °C, avec une amplitude thermique annuelle de 17,2 °C. Le cumul annuel moyen de précipitations est de 1 045 mm, avec 13,3 jours de précipitations en janvier et 9,3 jours en juillet. Pour la période 1991-2020, la température moyenne annuelle observée sur la station météorologique de Météo-France la plus proche, « Vesoul Ville », sur la commune de Vesoul à 2 km à vol d'oiseau, est de 11,5 °C et le cumul annuel moyen de précipitations est de 1 007,7 mm. 
La température maximale relevée sur cette station est de 40,5 °C, atteinte le 25 juillet 2019 ; la température minimale est de −22,2 °C, atteinte le 16 janvier 1966,,. 
Les paramètres climatiques de la commune ont été estimés pour le milieu du siècle (2041-2070) selon différents scénarios d'émission de gaz à effet de serre à partir des nouvelles projections climatiques de référence DRIAS-2020. Ils sont consultables sur un site dédié publié par Météo-France en novembre 2022.

### Risques environnementaux
Ce tableau dresse les types de catastrophes qui ont eu lieu et leurs dates :
| Type de catastrophe                                   | Début                     |
| ----------------------------------------------------- | ------------------------- |
| Inondations et coulées de boue                        | le 30 mai 2008            |
| Inondations, coulées de boue et mouvements de terrain | du 25 au 29 décembre 1999 |
| Inondations et coulées de boue                        | le 17 octobre 1990        |
| Inondations et coulées de boue                        | le 8 juillet 1987         |
| Inondations et coulées de boue                        | du 8 au 31 décembre 1982  |
| Inondations et coulées de boue                        | le 9 novembre 1982        |
| Inondations et coulées de boue                        | le 14 octobre 1982        |

### Transports
La commune est desservie par la ligne régulière  5 , et par des services de transport à la demande (Moova la demande, Moova access et Moova flexo) du réseau de transports en commun Moova de la communauté d'agglomération de Vesoul.
La gare la plus proche de Noidans est la gare de Vesoul, située à moins de 2 kilomètres de la ville.
L'aérodrome de Vesoul - Frotey est situé à environ 5 kilomètres de Noidans.

## Urbanisme

### Typologie
Au 1er janvier 2024, Noidans-lès-Vesoul est catégorisée ceinture urbaine, selon la nouvelle grille communale de densité à sept niveaux définie par l'Insee en 2022.
Elle appartient à l'unité urbaine de Vesoul, une agglomération intra-départementale regroupant huit  communes, dont elle est une commune de la banlieue,,. Par ailleurs la commune fait partie de l'aire d'attraction de Vesoul, dont elle est une commune de la couronne,. Cette aire, qui regroupe 158 communes, est catégorisée dans les aires de 50 000 à moins de 200 000 habitants,.

### Occupation des sols
L'occupation des sols de la commune, telle qu'elle ressort de la base de données européenne d’occupation biophysique des sols Corine Land Cover (CLC), est marquée par l'importance des forêts et milieux semi-naturels (42,3 % en 2018), une proportion sensiblement équivalente à celle de 1990 (41,8 %). La répartition détaillée en 2018 est la suivante : 
forêts (42,3 %), zones industrielles ou commerciales et réseaux de communication (18,6 %), zones urbanisées (11,7 %), zones agricoles hétérogènes (10,5 %), terres arables (9,7 %), prairies (6,4 %), espaces verts artificialisés, non agricoles (0,6 %), cultures permanentes (0,2 %). L'évolution de l’occupation des sols de la commune et de ses infrastructures peut être observée sur les différentes représentations cartographiques du territoire : la carte de Cassini (XVIIIe siècle), la carte d'état-major (1820-1866) et les cartes ou photos aériennes de l'IGN pour la période actuelle (1950 à aujourd'hui).

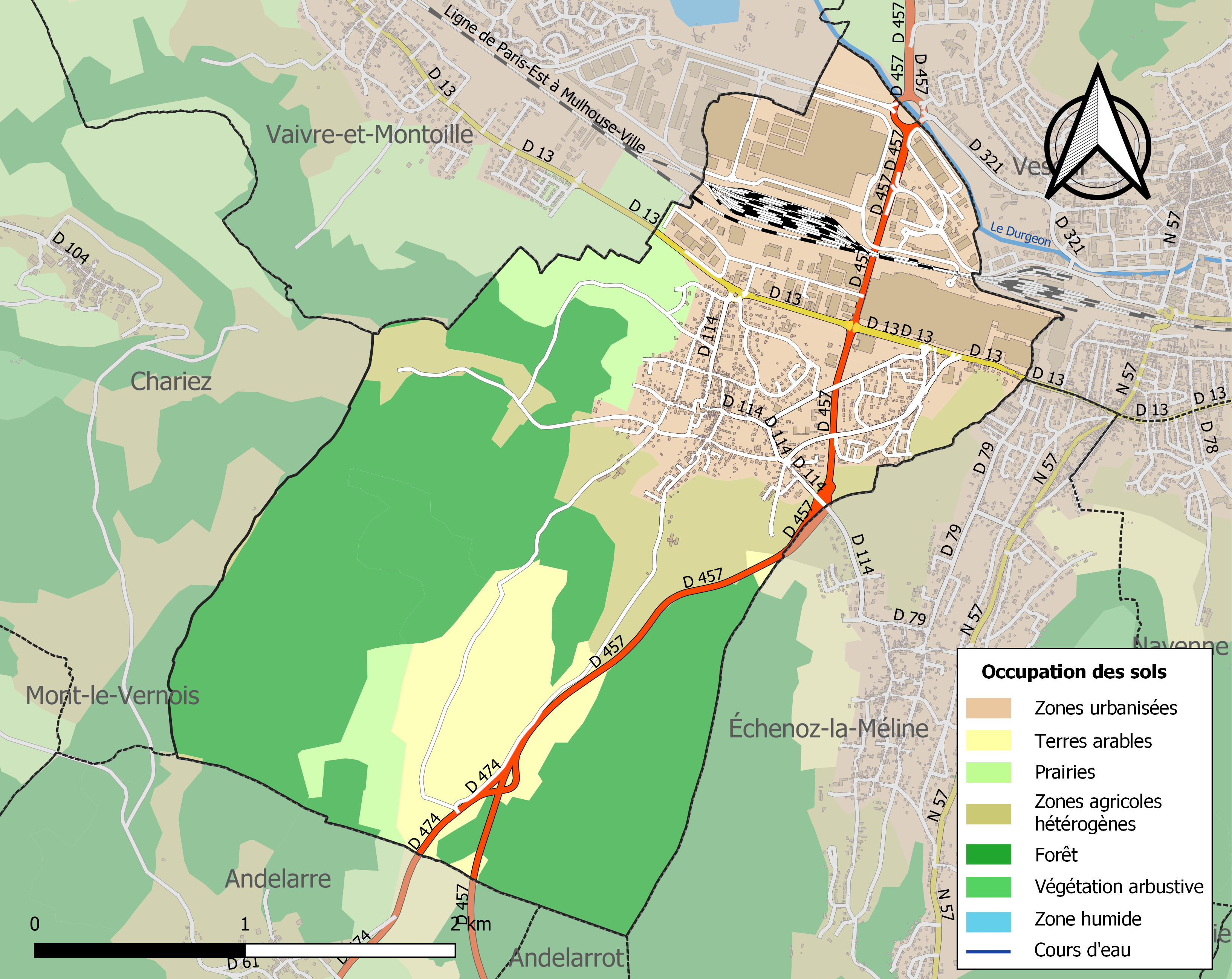
Carte des infrastructures et de l'occupation des sols de la commune en 2018 (CLC).

### Morphologie urbaine
Noidans fait partie de l'unité urbaine de Vesoul et de l'aire urbaine de Vesoul.

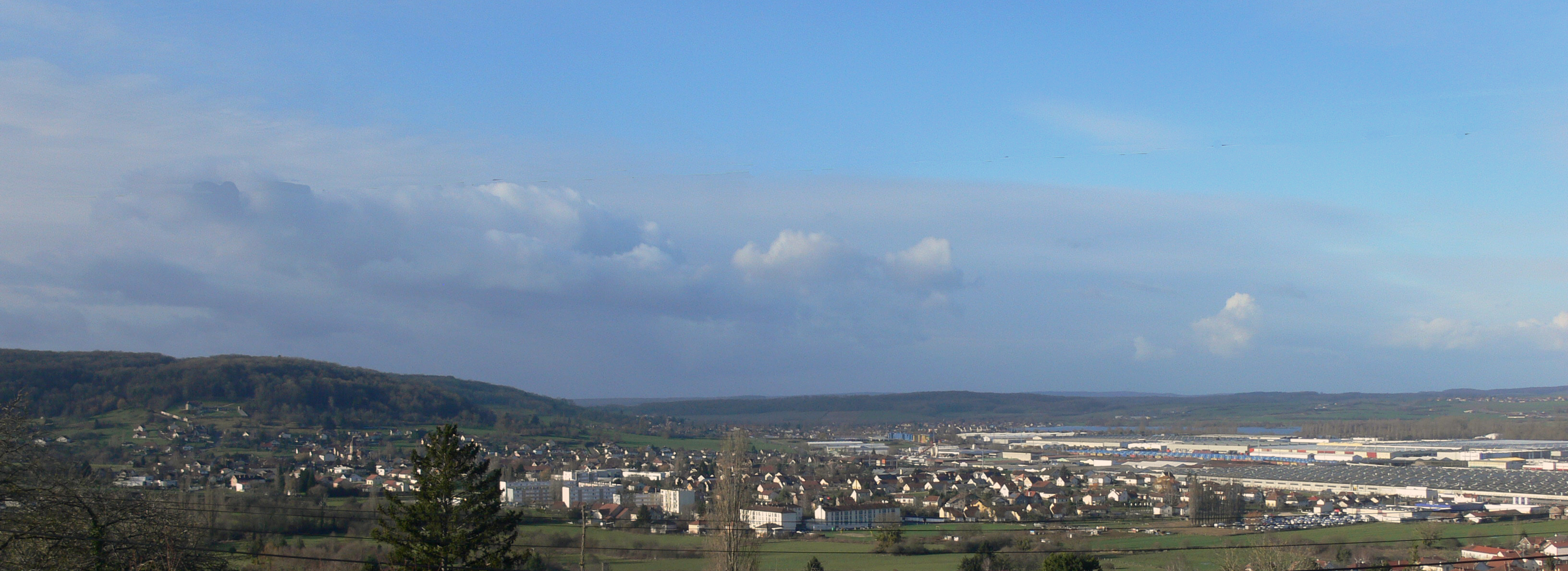
Panorama de Noidans-lès-Vesoul.

### Quartiers
La ville se compose de plusieurs quartiers bien distincts :
- le vieux village autour et en contrebas de l'église ;
- des quartiers datant des années 1950-60 essentiellement dans une couronne entourant le centre ancien, et se prolongeant pour rejoindre Vesoul par la rue des Frères-Doillon ;
- les immeubles du quartier de la République et du Moulin de la Vèze ;
- des habitations plus récentes, sur le coteau au-dessus du vieux village et dans les lotissements du Breuil et du Vernois.

### Logement
| Logement                                                          | Chiffre de 2009 |
| ----------------------------------------------------------------- | --------------- |
| Nombre total de logements                                         | 944             |
| Part des résidences principales, en %                             | 94,2            |
| Part des résidences secondaires, en %                             | 0,8             |
| Part des logements vacants, en %                                  | 5,0             |
| Part des ménages propriétaires de leur résidence principale, en % | 58,2            |

## Toponymie
Le toponyme Noidans serait d'origine burgonde, et signifierait « Le domaine de Nodo » (nom d'homme),.
Évolution du toponyme :
- 1174 : Noydant ;
- 1187 : Noydan ;
- 1229 : Noydant sub Vesulio ;
- 1312 : Noidant ;
- 1404 : Noydam ;
- 1429 : Noidan ;
- 1740 : Noulan[24] ;
- 1749 : Nodan[25] ;
- 1791 : Noidans[26] ;
- NC : Noidant les Vesoul.

## Histoire
Noidans est sous l'Ancien Régime un village de la campagne. Il devient au XXe siècle une banlieue résidentielle de Vesoul, qui se développe beaucoup avec l'installation de Peugeot. Un collège y est ouvert dans les années 1980.
Une crise politique secoue Noidans après l'élection du maire Sylvain Guillemain en 2020. Toute l'opposition municipale mais aussi plusieurs adjoints démissionnent en 2024. Les élus dénoncent "un mode de décision opaque et arbitraire pour l'opposition et aussi pour les élus de votre propre majorité" et le non-respect de la loi dans de nombreux domaines. Prenant acte des dysfonctionnements, la préfecture de la Haute-Saône retire à la commune le droit de délivrer des pièces d'identité. Finalement, le maire, mis en cause pour des irrégularités administratives et financières (appel d'offres lié aux travaux du terrain de football...) voit son bureau perquisitionné : il est mis en grade-à-vue avec le deuxième adjoint - son beau-frère - tandis que des agents territoriaux sont également mis en cause.
Dans ce contexte, le préfet de la Haute-Saône dissout le conseil municipal et appelle de nouvelles élections en mars 2025. Fernand Gravinese, l'ancien premier adjoint de Sylvain Guillemain qui avait démissionné pour protester contre les irrégularités, y mène une liste citoyenne pour tourner la page.

## Politique et administration

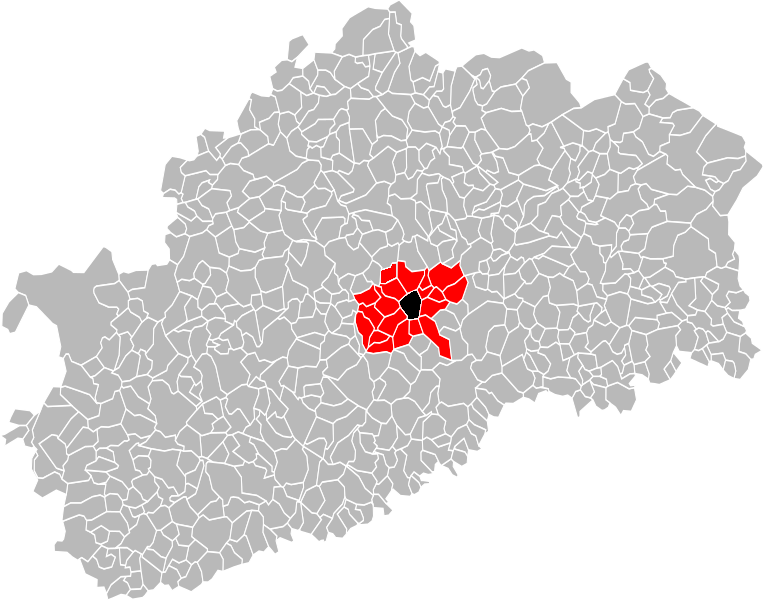
Carte départementale montrant en rouge les communes de la communauté d'agglomération de Vesoul.

### Rattachements administratifs et électoraux
La commune fait partie de l'arrondissement de Vesoul du département de la Haute-Saône, en région Bourgogne-Franche-Comté. Pour l'élection des députés, elle dépend de la première circonscription de la Haute-Saône.
Elle faisait partie depuis 1793 du canton de Vesoul. Celui-ci est scindé en 1973 et la commune intègre le canton de Vesoul-Ouest. Dans le cadre du redécoupage cantonal de 2014 en France, la commune fait désormais partie du canton de Vesoul-1.

### Intercommunalité
La commune  fait partie depuis 1969 du District urbain de Vesoul, transformé en 2001  en communauté de communes de l'agglomération de Vesoul, puis en 2012 la communauté d'agglomération de Vesoul, appartenant elle-même au pays de Vesoul et du Val de Saône.

### Liste des maires

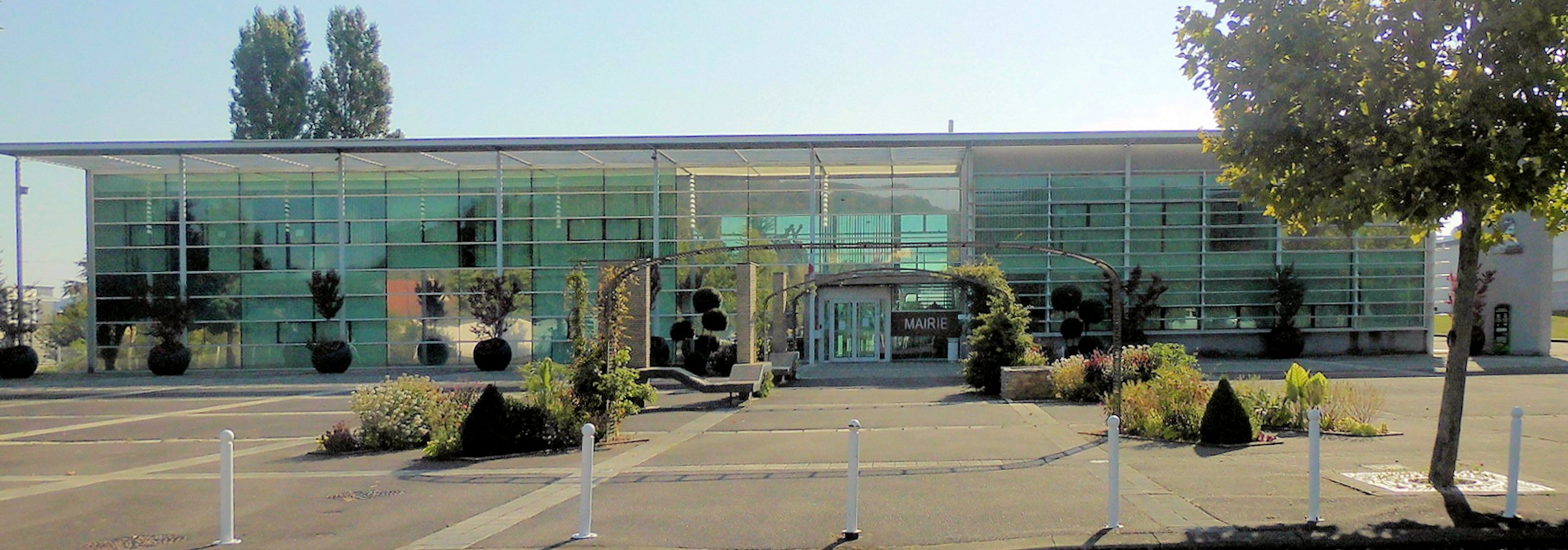
La mairie.

Ce tableau présente la liste des maires de Noidans-lès-Vesoul depuis 1830
| Période      | Période      | Identité           | Étiquette | Qualité                                                           |
| ------------ | ------------ | ------------------ | --------- | ----------------------------------------------------------------- |
| 1945         | 1945         | Henri Villeret     |           |                                                                   |
| 1945         | 1945         | Charles Charrière  |           |                                                                   |
| 1945         | 1946         | René Lentz         |           |                                                                   |
| 1946         | mars 1965    | Carlos Bloch       |           |                                                                   |
| mars 1965    | mars 1989    | René Billet        |           |                                                                   |
| mars 1989    | mars 2001    | Serge Lafontaine   |           | Enseignant                                                        |
| mars 2001    | juillet 2020 | Jean-Pierre Wadoux | DVG       | Cadre technique dans les télécoms Réélu pour le mandat 2014-2020, |
| juillet 2020 | mars 2025    | Sylvain Guillemain | SE        | Retraité de l’armée                                               |
| mars 2025    | En cours     | Fernand Gravinese  | SE        | Retraité, ancien premier adjoint                                  |

### Jumelages
- Lwówek Śląski (Pologne) depuis 2006[38]

## Population et société

### Démographie
L'évolution du nombre d'habitants est connue à travers les recensements de la population effectués dans la commune depuis 1793. Pour les communes de moins de 10 000 habitants, une enquête de recensement portant sur toute la population est réalisée tous les cinq ans, les populations de référence des années intermédiaires étant quant à elles estimées par interpolation ou extrapolation. Pour la commune, le premier recensement exhaustif entrant dans le cadre du nouveau dispositif a été réalisé en 2008.

En 2022, la commune comptait 1 979 habitants, en évolution de −1 % par rapport à 2016 (Haute-Saône : −1,4 %, France hors Mayotte : +2,11 %).
| 1793 | 1800 | 1806 | 1821 | 1831 | 1836 | 1841 | 1846 | 1851 |
| ---- | ---- | ---- | ---- | ---- | ---- | ---- | ---- | ---- |
| 689  | 665  | 675  | 603  | 608  | 599  | 584  | 585  | 628  |

| 1856 | 1861 | 1866 | 1872 | 1876 | 1881 | 1886 | 1891 | 1896 |
| ---- | ---- | ---- | ---- | ---- | ---- | ---- | ---- | ---- |
| 525  | 541  | 537  | 559  | 618  | 616  | 603  | 575  | 516  |

| 1901 | 1906 | 1911 | 1921 | 1926 | 1931 | 1936 | 1946 | 1954 |
| ---- | ---- | ---- | ---- | ---- | ---- | ---- | ---- | ---- |
| 485  | 532  | 558  | 592  | 628  | 888  | 759  | 924  | 822  |

| 1962 | 1968 | 1975  | 1982  | 1990  | 1999  | 2006  | 2008  | 2013  |
| ---- | ---- | ----- | ----- | ----- | ----- | ----- | ----- | ----- |
| 829  | 904  | 1 746 | 1 867 | 1 999 | 2 109 | 2 096 | 2 092 | 2 025 |

| 2018  | 2022  | - | - | - | - | - | - | - |
| ----- | ----- | - | - | - | - | - | - | - |
| 1 984 | 1 979 | - | - | - | - | - | - | - |

### Enseignement
L'école maternelle de L'Hommeret et l'école élémentaire Jules-Vallès (166 élèves à la rentrée 2016-2017) accueillent les enfants de Noidans, Andelarre et Andelarrot.
Le collège René-Cassin accueille les élèves des écoles de Noidans-lès-Vesoul, Échenoz-la-Méline et Vaivre-et-Montoille.

### Santé
L'hôpital le plus proche est le centre hospitalier de Vesoul.

### Médias
Le village de Noidans est le siège de la radio Vintage. Créée en 2008, c'est une radio pop-rock associative qui a pour but de promouvoir les artistes locaux et de faire découvrir par diverses émissions le patrimoine, les associations, la faune et la flore de la Haute-Saône. Sa fréquence est de 103.4.

### Sports

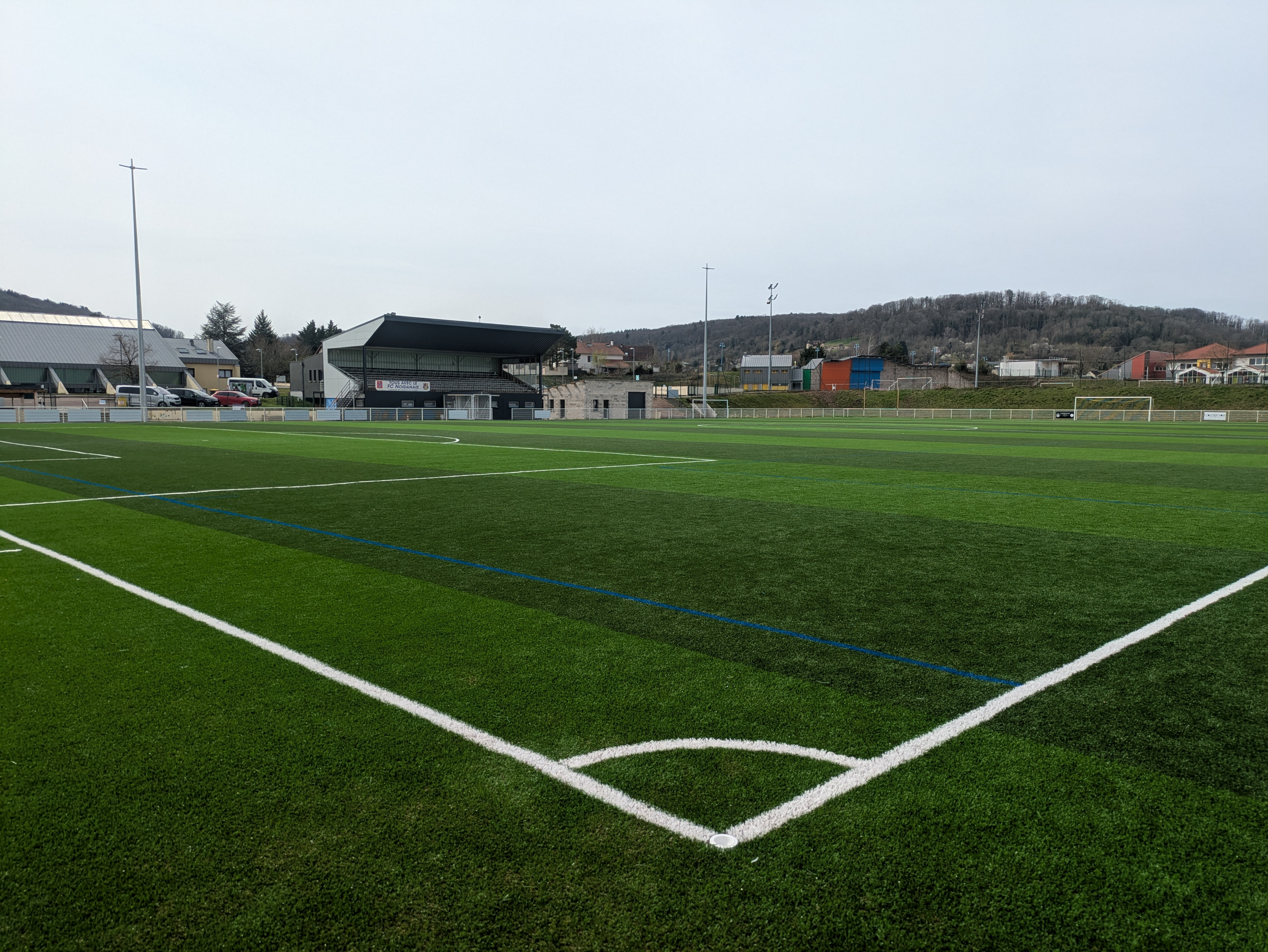
Le stade

La ville compte de nombreux clubs et associations sportives : Football Club noidanais, La Gymnastique volontaire de Noidans, Hand-Ball Club Noidans (HBCN), Natation Vesoul Noidans, Noidans Tennis de table, Racing Tennis Club, La Roue d'or(RON).
La commune est dotée d'un vaste espace sportif : le complexe sportif René-Billet. Il est équipé d'un gymnase qui permet de pratiquer le basket-ball, le handball, la gymnastique, le tennis, le badminton, le volley-ball et le ping-pong  à divers utilisateurs comme des associations sportives et des écoles. Il y a également un dojo pour pratiquer divers arts martiaux (judo, karaté, aïkido, ju-jitsu). Le complexe sportif René-Billet est également doté d'une piscine, ouverte en 1983, disposant de deux bassins de nage : un bassin de natation de 25 mètres sur 10 mètres et un bassin d'apprentissage de 10 mètres sur 10 mètres. À l'extérieur, on dénombre un terrain stabilisé, une piste d'athlétisme, un terrain en herbe, un mur d'escalade avec paroi en béton armé avec 21 voies, un anneau d'endurance de 4 couloirs de 300 mètres, une piste de vitesse synthétique de 100 mètres et deux courts de tennis,.

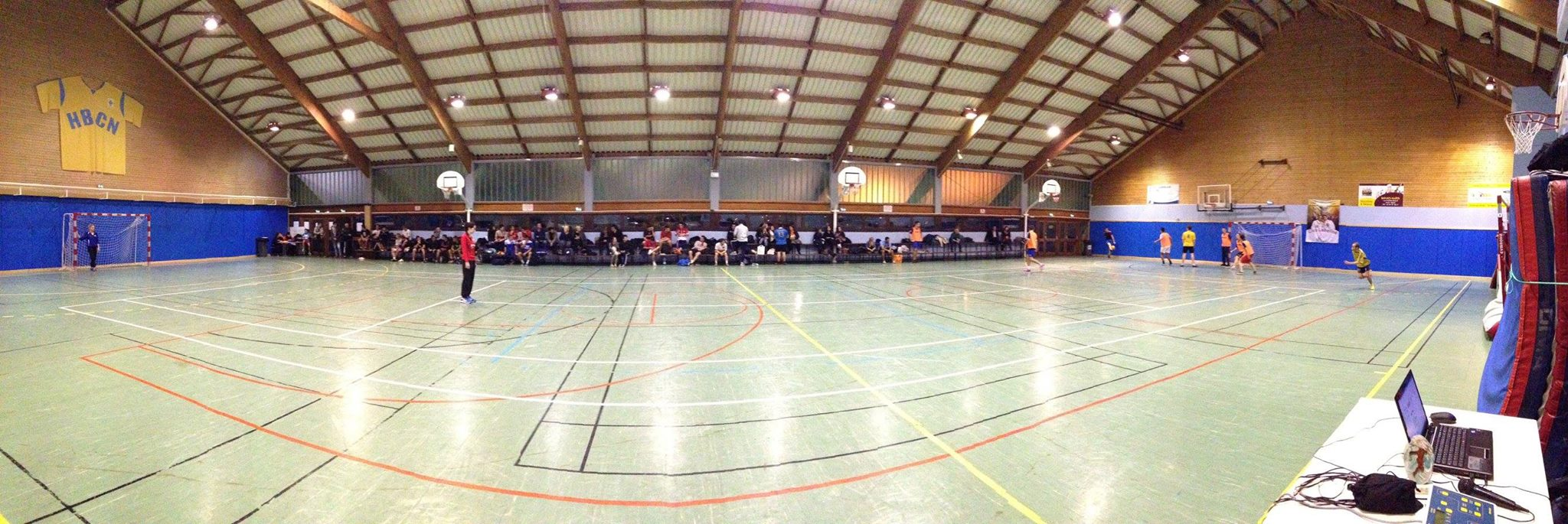
Le gymnase

### Associations
Plusieurs associations sont domiciliées à Noidans : l'Association des chasseurs, Âge d'or noidanais, Anciens Combattants, Association culturelle et familiale, Fédération générale des retraités des chemins de fer, Les Fléchettes noidanaises...

### Salle des fêtes

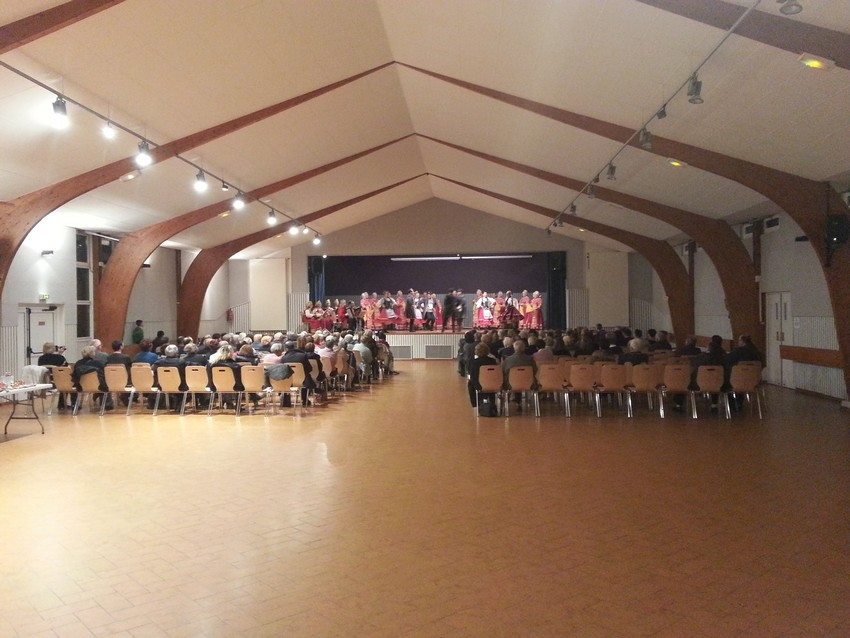
La salle des fêtes

La commune de Noidans-lès-Vesoul possède différentes salles. Elles sont à la disposition des Noidanais, des associations, du personnel administratif de la mairie... La salle no 1 est une salle des fêtes d'une capacité de 400 personnes. Elle sert essentiellement pour les assemblées générales ou aux réunions importantes. La salle no 2 est réservée aux Noidanais. Elle a une capacité maximum de 48 personnes assises ou 96 personnes debout. La salle no 3 peut accueillir 20 personnes.

## Économie

### Zone industrielle
- Usine PSA de Vesoul ;
- Zone industrielle Les Saussis ;
- Zone industrielle le Durgeon 1 ;
- Zone industrielle le Durgeon 2.

### Revenus
| Revenus                                                                          | Chiffre de 2009 |
| -------------------------------------------------------------------------------- | --------------- |
| Revenu net déclaré moyen par foyer fiscal en 2009, en euros                      | 20 975          |
| Foyers fiscaux imposables en % de l'ensemble des foyers fiscaux en 2009          | 55,2            |
| Médiane du revenu fiscal des ménages par unité de consommation en 2010, en euros | 17 953          |

### Emploi
| Emplois                                                                                     | Chiffre de 2009 |
| ------------------------------------------------------------------------------------------- | --------------- |
| Emploi total (salarié et non salarié) au lieu de travail en 2009                            | 1 471           |
| Variation de l'emploi total au lieu de travail : taux annuel moyen entre 1999 et 2009, en % | 2,6             |
| Taux d'activité des 15 à 64 ans en 2009                                                     | 73,0            |
| Taux de chômage des 15 à 64 ans en 2009                                                     | 8,9             |
| Nombre de demandeurs d'emploi de catégorie ABC au 31 décembre 2011                          | 129             |

## Culture locale et patrimoine

### Lieux et monuments
- Église de l'Assomption de Noidans-lès-Vesoul.
- Château (XXe siècle).

### Personnalités liées à Noidans
- Soline Lamboley (1996), coureuse cycliste, a commencé le cyclisme dans le club de "la Roue d'Or" à Noidans.
- Vincent Luis (1989), triathlète professionnel, champion de France, champion d'Europe, champion du monde.
- Rémi Mathis (1982), président de Wikimédia France, historien français, étudia au collège René-Cassin de Noidans[52]
- Frédéric Vichot (1959), cycliste professionnel, dirigea entre 1997 et 2022 un commerce de vente et de réparation de vélos à Noidans[53].
- Justin Ducret, coureur cycliste qui évolua  à la Roue d'Or de Noidans
- Léo Bouvier, coureur cycliste qui évolua à la Roue d'Or
- Laurent Mangel, cycliste qui évolua à la Roue d'or[54].
- Léo Vincent, cycliste formé à la Roue d'or[55].

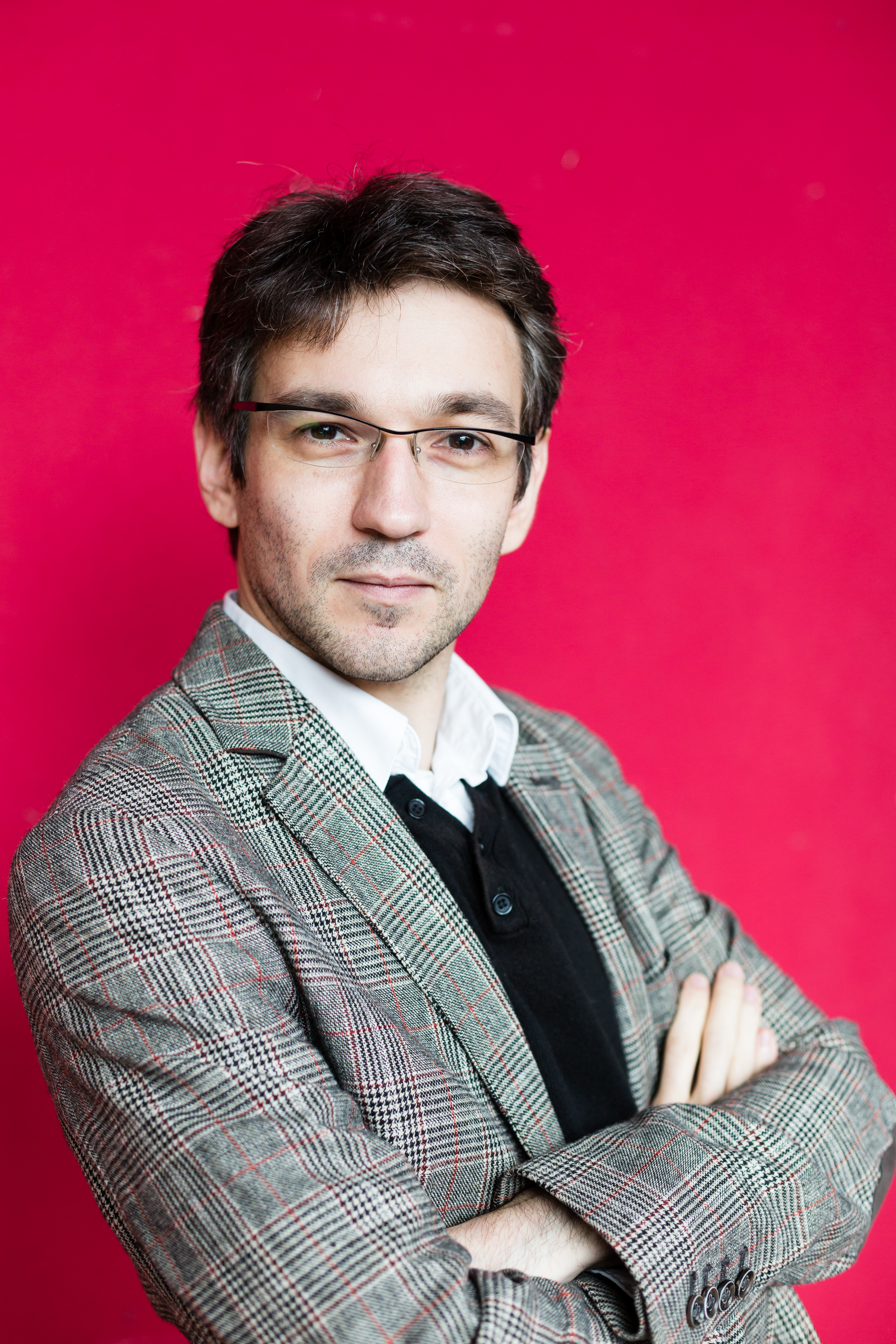
Rémi Mathis
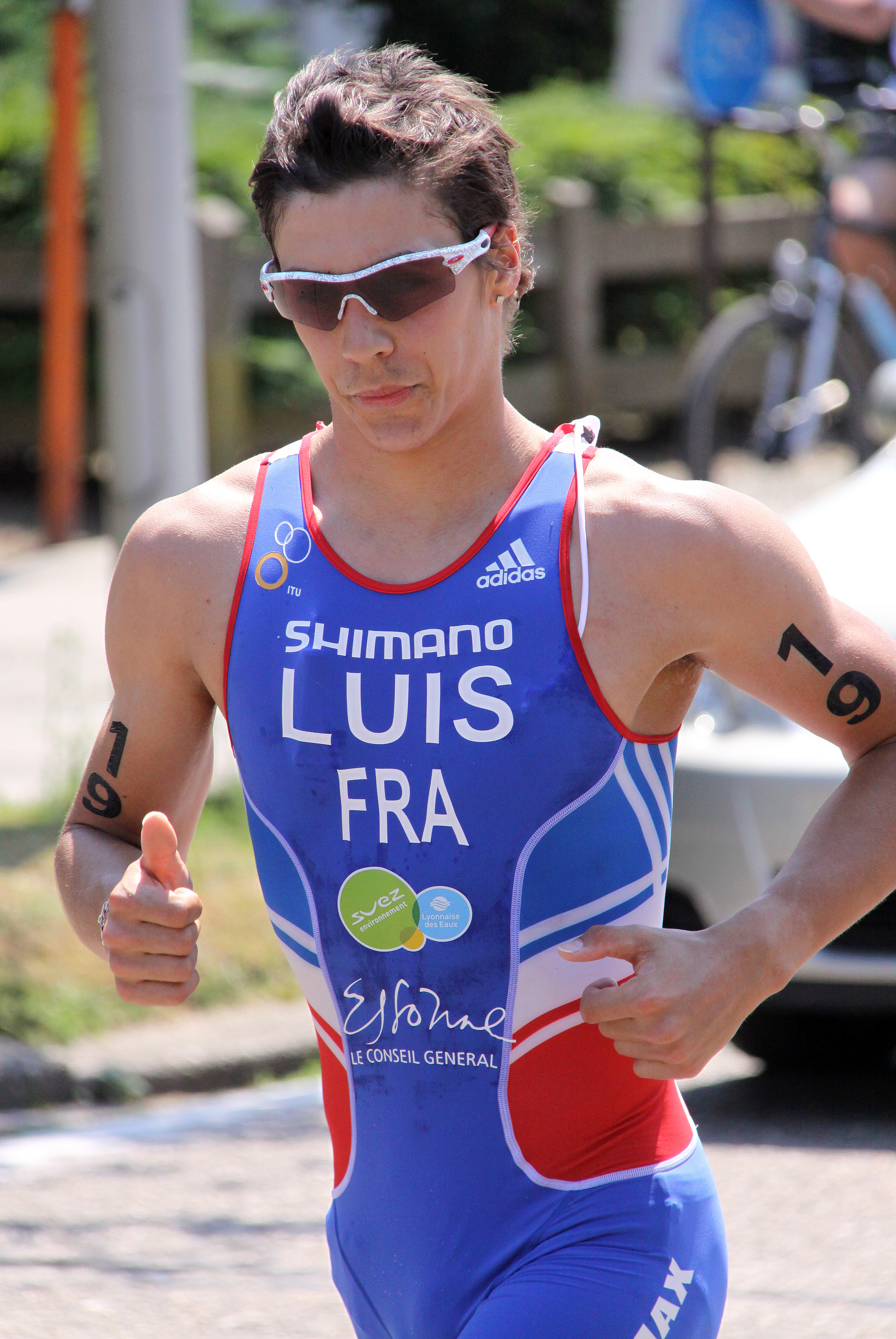
Vincent Luis.
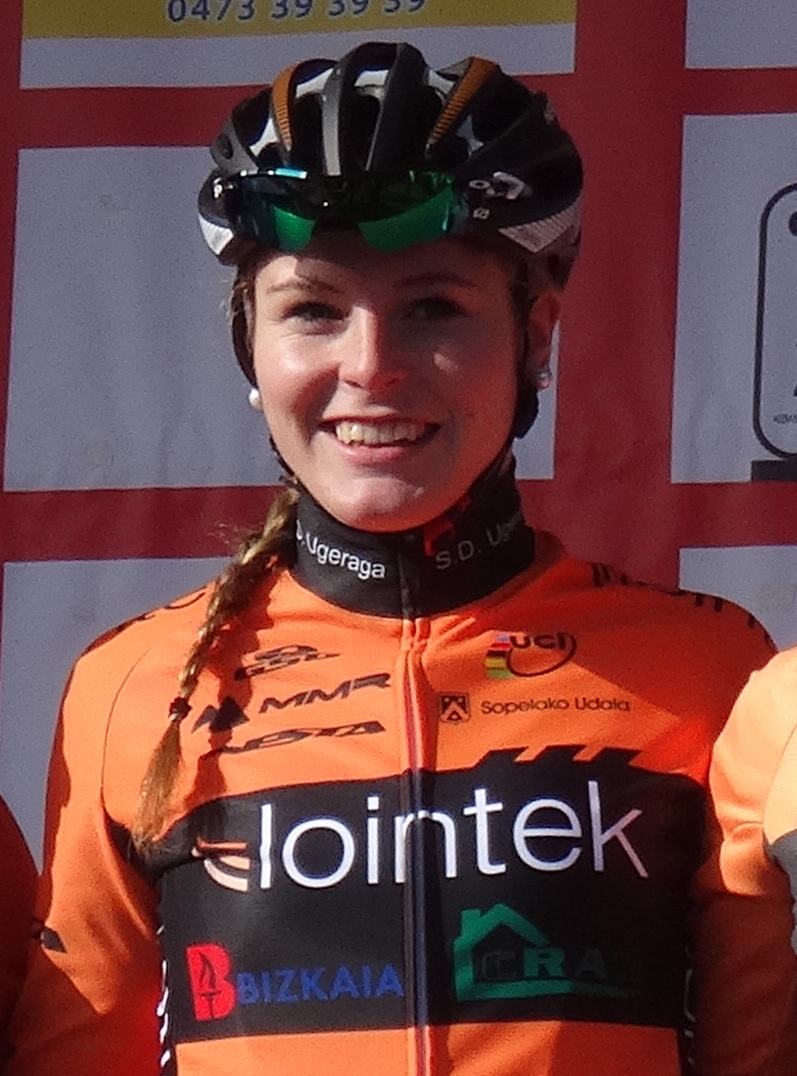
Soline Lamboley.

### Héraldique
| Blason de Noidans-lès-Vesoul | Blason  | De gueules à la croix cousue d’azur* chargée de huit mouchetures d'hermine d’argent, deux sur la branche supérieure rangées en bande, quatre sur la traverse et deux sur la branche inférieure rangées en barre. |
| Blason de Noidans-lès-Vesoul | Détails | * Ces armes emploient le terme « cousu » dans le seul but de contrevenir à la règle de contrariété des couleurs : elles sont fautives.                                                                           |